# Hattie
Hattie è un film per la televisione britannico del 2011 diretto da Dan Zeff e basato sul romanzo omonimo di Andy Merriman del 2007. Il film racconta le vicende sentimentali di Hattie Jacques, icona della comicità inglese degli anni 50 e 60. È andato in onda nel Regno Unito il 19 gennaio 2011 e rappresenta in termini di ascolti il maggiore successo della rete televisiva BBC Four.

## Trama
Hattie Jacques è una popolare attrice comica felicemente sposata con l'attore John Le Mesurier. Nel 1963, dopo un evento di beneficenza, Hattie incontra l'attraente John Schofield il cui figlio è recentemente deceduto per malattia. Schofield sta per divorziare dalla moglie e non perde tempo a corteggiare Hattie. Dopo il divorzio, John diventa il coinquilino della famiglia Le Mesurier e l'amante di Hattie. Dietro l'impulsivo interesse di Schofield per Hattie si cela in realtà l'ambizione di intraprendere una carriera televisiva. 
Quando la loro relazione viene alla luce, Le Mesurier non è intenzionato ad andarsene e si trasferisce nella stanza degli ospiti. Hattie allora incoraggia il marito a frequentare un'amica di famiglia, Joan Malin, che infine diventerà la seconda moglie di Le Mesurier. Per preservare la reputazione di Hattie, Le Mesurier si prende le colpe per la fine del loro celebre matrimonio. Due anni dopo, Schofield lascia Hattie per una ricca ereditiera italiana. Hattie non si risposerà mai più nonostante continuerà a cercare la compagnia di uomini più giovani. Morirà di attacco cardiaco all'età di 58 anni.

## Premi e candidature
| Anno | Evento                          | Categoria                              | Risultato   |
| ---- | ------------------------------- | -------------------------------------- | ----------- |
| 2011 | Premi BAFTA – Scozia            | Migliore fiction drammatica televisiva | Candidato/a |
| 2012 | Broadcasting Press Guild Awards | Migliore film drammatico               | Candidato/a |